# Fortune (Unix)
Fortune — програма для юнікс-сумісних операційних систем, що видає деяку цитату, афоризм або жарт, випадковим чином взявши його/її з текстових файлів, що містять колекції подібних фраз.
Назва походить від китайського «печива щастя» англ. fortune cookies у якому запікалися записки з випадковими висловами.
У багатьох версіях, крім основної бази висловлювань, є «агресивна» англ. offensive база висловлювань, які можуть здаватися деяким читачам провокуючими (наприклад, висловлювання, що відносяться до релігії і сексу). Існують опції програми, що регулюють видачу «агресивних» висловлювань.
Існує традиція включення до повідомлення e-mail і груп новин випадкових фраз (зазвичай гумористичного змісту) як частини підпису. У Фідонет такі записи зазвичай включалися в так званий оріджін — в поле, призначене для зазначення імені або приналежності вузла, що відправив лист.